# Pycnopsyche pani
Pycnopsyche pani là một loài Trichoptera trong họ Limnephilidae. Chúng phân bố ở miền Tân bắc.